# Kenji Misumi
Kenji Misumi (三隅 研次, Misumi Kenji), né le 2 mars 1921 à Kyoto et mort le 24 septembre 1975, est un réalisateur japonais.

## Biographie

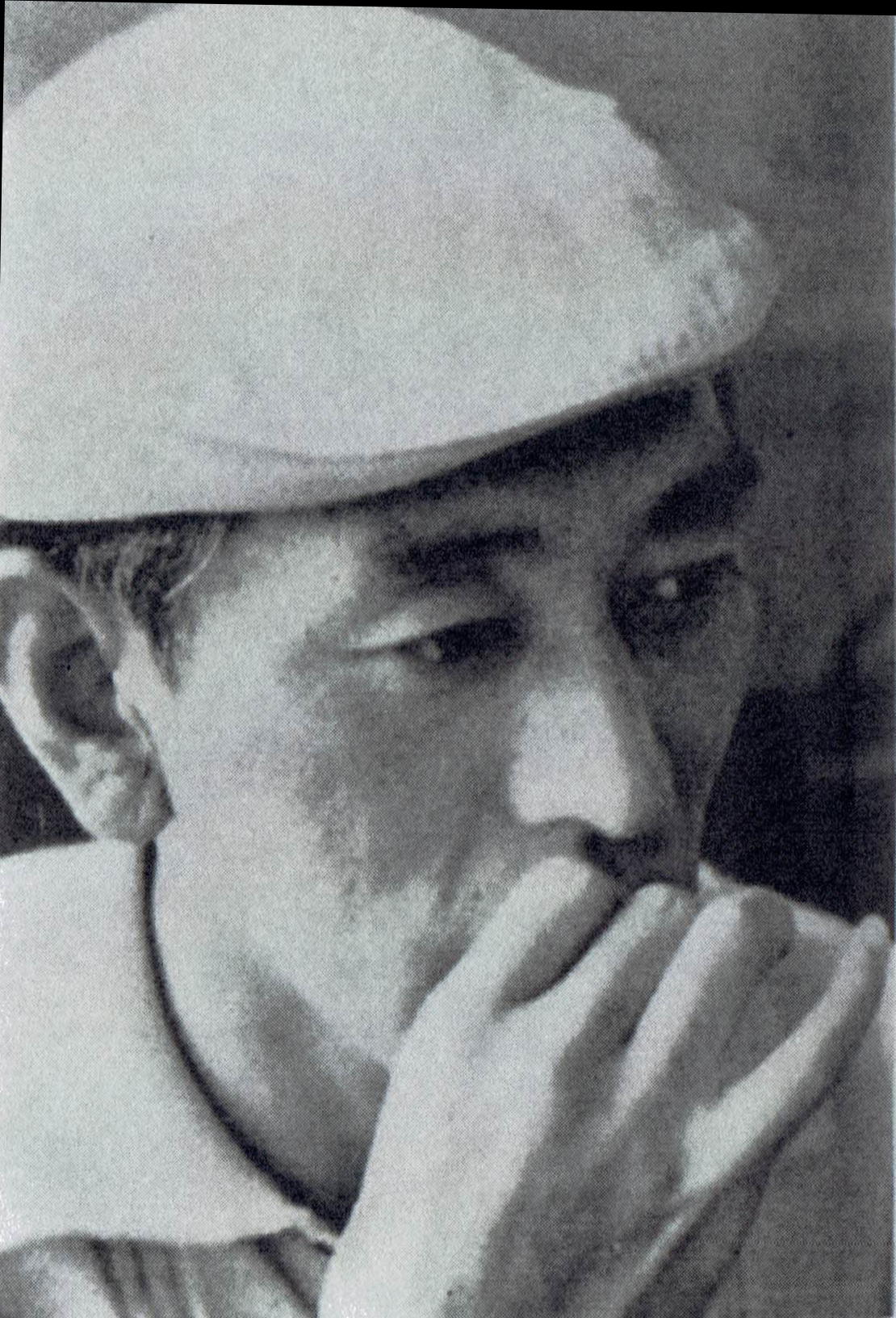
Kenji Misumi en 1962.

Kenji Misumi naît le 2 mars 1921 à Kyoto d'une relation entre une geisha et un agent maritime originaire de Kobe. Il est le fruit d'une grossesse vraisemblablement non désirée, sa mère le confie tout jeune à la garde de sa tante tandis que son père ne participe que financièrement (et lointainement) à son éducation.
Après des études à l'université de Ritsumeikan, il choisit le septième art — afin de tirer un trait sur sa vocation de peintre, sa famille s'y étant opposée — et intègre l'antenne locale de la société Nikkatsu, initialement pour tenter sa chance en tant qu'acteur, puis finalement en tant qu'assistant-réalisateur. Mais son expérience au sein de la société de production est de courte durée puisqu'en 1942, il est incorporé dans l'armée et envoyé en Mandchourie,. À la suite de l'incursion en 1945 des troupes soviétiques venues combattre les troupes japonaises, Kenji Misumi est fait prisonnier et envoyé dans un camp en Sibérie où il reste captif jusqu'en 1947. De retour au Japon, après un certain temps d'errance spirituelle et de difficile réacclimatation à la vie civile, il rejoint la Daiei au tout début des années 1950.
En tant qu'assistant réalisateur, il travaille auprès de cinéastes tels que Kōzaburō Yoshimura (Le Roman de Genji en 1951, Les Sœurs de Nishijin en 1952), Daisuke Itō et tout particulièrement Teinosuke Kinugasa (La Légende du grand bouddha en 1952, La Porte de l'enfer en 1953 qui remporte le Grand Prix au festival de Cannes 1954),. Sa première réalisation est Le Panier du lichen en 1954, un film avec Denjirō Ōkōchi, l'une des grandes stars de la compagnie, dans le rôle du célèbre Tange Sazen, samouraï de fiction, borgne et manchot, devenu rōnin après une trahison de son clan.
Il a tourné de nombreux films de genre chanbara à l'instar de la série Baby Cart. Les Derniers Samouraïs (1974) est son dernier film.
Il a tourné 67 films entre 1954 et 1974.

## Filmographie

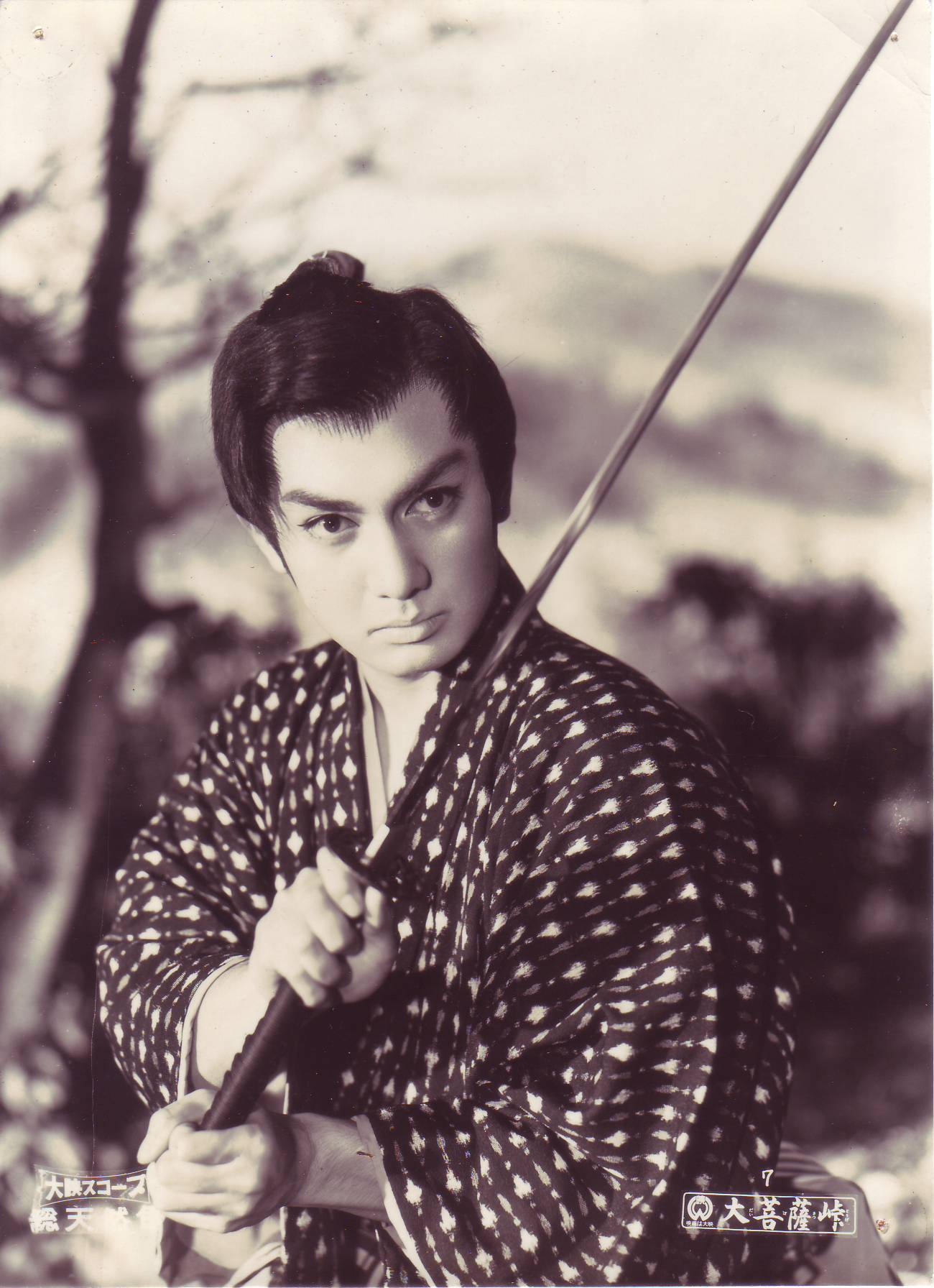
Kōjirō Hongō dans Le Passage du grand Bouddha (1960).

Shintarō Katsu (au centre) et Kenji Misumi (en haut à droite) sur le tournage de Voyage en enfer (1965).

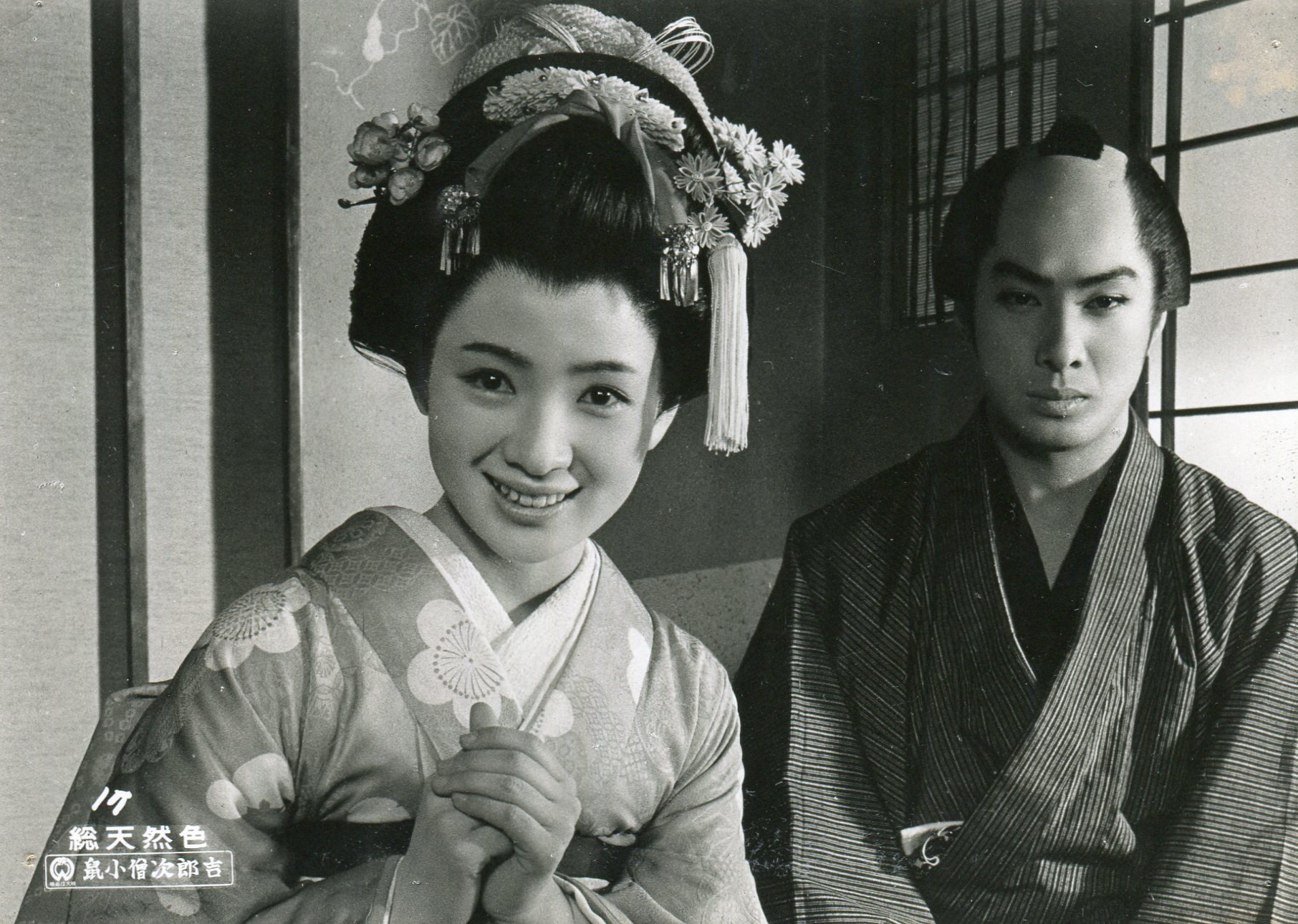
Michiko Sugata et Yoichi Hayashi dans Jirōkichi le rat (1965).

Sauf indication contraire, les titres en français se basent sur ceux de la rétrospective Kenji Misumi à la cinémathèque française du 18 avril au 26 mai 2024.

### 1950-1959
- 1954 : Le Panier du lichen (丹下左膳 こけ猿の壺, Tange Sazen: Kokezaru no tsubo?)
- 1955 : Nanatsu no kao no Ginji (七つの顔の銀次?)
- 1955 : Tsuki o kiru kagebōshi (月を斬る影法師?)
- 1955 : Kankanmushi wa utau (かんかん虫は唄う?)
- 1956 : Asatarō karasu (浅太郎鴉?)
- 1956 : Hana no kyōdai (花の兄弟?)
- 1956 : Shiranui bugyō (不知火奉行?)
- 1956 : Gompachi au chapeau (編笠権八, Amigasa Gonpachi?)
- 1957 : Mikazuki hibun (三日月秘文?)
- 1957 : Momotarō le samouraï (桃太郎侍, Momotarō samurai?)
- 1958 : Furisode matoe (ふり袖纏?)
- 1958 : Le Mur de haine du chat fantôme (怪猫呪いの壁, Kaibyō noroi no kabe?)
- 1958 : Shūnen no hebi (執念の蛇?)
- 1958 : Les Carnets de route de Mito Kōmon (水戸黄門漫遊記, Mito Kōmon man'yūki?)
- 1959 : La Princesse aveugle (かげろう笠, Kagerōgasa?)
- 1959 : Les Carnets secrets de Senbazuru (千羽鶴秘帖, Senbazuru hichō?)
- 1959 : Contes fantastiques de Yotsuya[7] ou Le Fantôme de Yotsuya[8] (四谷怪談, Yotsuya kaidan?)
- 1959 : L'Inspecteur du Shōgun (町奉行日記 鉄火牡丹, Machi bugyō nikki: Tekka botan?)

### 1960-1969
- 1960 : Le Palais de la princesse Sen (千姫御殿, Senhime goten?)[9]
- 1960 : Zenigata Heiji no torimonoko: Bijingumō (銭形平次捕物控 美人蜘蛛?)
- 1960 : Joyō (女妖?)
- 1960 : Komako de la maison Shirako[10] ou Komako, fille unique de la maison Shiroko[6] (白子屋駒子, Shirakoya Komako?)
- 1960 : Le Passage du grand Bouddha (大菩薩峠, Daibosatsu tōge?)[11]
- 1960 : Le Passage du grand Bouddha II (大菩薩峠 竜神の巻, Daibosatsu tōge: Ryūjin no maki?)
- 1961 : Bouddha (釈迦, Shaka?)[12]
- 1961 : Zenigata Heiji no torimonoko: Bijinzame (銭形平次捕物控 美人鮫?)
- 1962 : La Lignée d'une femme (婦系図, Onna keizu?)[13]
- 1962 : La Légende de Zatoïchi : Le Masseur aveugle (座頭市物語, Zatōichi monogatari?)
- 1962 : Tuer ! (斬る, Kiru?)
- 1962 : Le Démon du château de Sendai (青葉城の鬼, Aoba-jō no oni?)
- 1963 : Les Chroniques du Shinsengumi (新選組始末記, Shinsengumi shimatsuki?)
- 1963 : La Famille matrilinéaire (女系家族, Nyokei kazoku?)
- 1963 : La Courtisane et l'Assassin (舞妓と暗殺者, Maiko to ansatsusha?)
- 1963 : Ōkuma Shigenobu le grand (巨人 大隈重信, Kyojin: Ōkuma Shigenobu?)
- 1964 : Le Combat de Kyōshirō Nemuri (眠狂四郎勝負, Nemuri Kyōshirō shōbu?)[14]
- 1964 : Le Sabre (剣, Ken?)
- 1964 : Sur la route à jamais (無宿者, Mushukumono?)[15]
- 1964 : La Légende de Zatoïchi : Voyage meurtrier (座頭市血笑旅, Zatōichi kesshō-tabi?)
- 1965 : Kyōshirō Nemuri : Le Sabreur et les Pirates (眠狂四郎炎情剣, Nemuri Kyōshirō enjōken?)[16]
- 1965 : Jirōkichi le rat (鼠小僧次郎吉, Nezumi kozō Jirokichi?)
- 1965 : L'Homme au pousse-pousse (無法松の一生, Muhōmatsu no isshō?)
- 1965 : La Lame diabolique (剣鬼, Ken ki?)
- 1965 : La Légende de Zatoïchi : Voyage en enfer (座頭市地獄旅, Zatōichi jigoku tabi?)
- 1966 : La Vision de la vierge (処女が見た, Shojo ga mita?)[17]
- 1966 : Yoidore hakase (酔いどれ博士?)
- 1966 : Le Retour de Majin (大魔神怒る, Daimajin ikaru?)
- 1966 : Kyōshirō Nemuri : le sabre hors-la-loi[18] ou Le Sabre qui sauva Edō[6] (眠狂四郎無頼剣, Nemuri Kyōshirō buraiken?)
- 1967 : Brassard noir dans la neige (雪の喪章, Yuki no moshō?)
- 1967 : Deux sœurs mélancoliques à Kyoto (古都憂愁 姉いもうと, Koto yūshū: Ane imōto?)
- 1967 : La Rivière des larmes (なみだ川, Namidagawa?)[19]
- 1967 : La Légende de Zatoïchi : La Route sanglante (座頭市血煙り街道, Zatōichi chikemuri kaido?)
- 1968 : Les Combinards des pompes funèbres (とむらい師たち, Tomuraishi tachi?)
- 1968 : Les Deux Gardes du corps (二匹の用心棒, Nihiki no yōjinbō?)
- 1968 : La Légende de Zatoïchi : Les Tambours de la colère (座頭市喧嘩太鼓, Zatōichi kenka-daiko?)
- 1969 : Le Temple du démon (鬼の棲む舘, Oni no sumu yakata?)
- 1969 : La Saga de Magoichi (尻啖え孫市, Shirikurae Magoichi?)

### 1970-1974
- 1970 : L'Épée errante (兇状流れドス, Kyōjō nagare dosu?)
- 1970 : La Légende de Zatoïchi : Le Shogun de l'ombre (座頭市あばれ火祭り, Zatōichi abare-himatsuri?)
- 1971 : Les Nouvelles Aventures de la joueuse (新女賭博師 壺ぐれ肌, Shin onna tobakushi tsubo gure hada?)
- 1971 : L'Enfant renard (狐のくれた赤ん坊, Kitsune no kureta akanbō?)
- 1972 : Baby Cart : Le Sabre de la vengeance (子連れ狼 子を貸し腕貸しつかまつる, Kozure Ōkami: Kowokashi udekashi tsukamatsuru?)
- 1972 : Baby Cart : L'Enfant massacre (子連れ狼 三途の川の乳母車, Kozure Ōkami: Sanzu no kawa no ubaguruma?)
- 1972 : Baby Cart : Dans la terre de l'ombre (子連れ狼 死に風に向う乳母車, Kozure Ōkami: Shinikazeni mukau ubaguruma?)
- 1972 : Hanzo the Razor: Sword of Justice (御用牙, Goyōkiba?)
- 1973 : Un flic hors-la-loi (桜の代紋, Sakura no daimon?)
- 1973 : Baby Cart : Le Territoire des démons (子連れ狼 冥府魔道, Kozure Ōkami: Meifumadō?)
- 1974 : Les Derniers Samouraïs (狼よ落日を斬れ, Ōkami yo rakujitsu o kire?)

## Postérité
Du 17 janvier au 18 février 2012, la Maison de la culture du Japon à Paris présente dix films du réalisateur dans le cadre du cycle « Les Maîtres de l'âge d'or du cinéma de genre japonais - VOL.1 - Kenji Misumi et Tai Katō ».
Du 18 avril au 26 mai 2024, la Cinémathèque française coorganise avec le National Film Archive of Japan une vaste rétrospective comprenant 52 des 67 films qu'a réalisé Kenji Misumi.